# Andrew Hjulsager
Andrew Hjulsager (15 januari 1995) is een Deens voetballer die bij voorkeur als offensieve middenvelder speelt. Hij stroomde in 2013 door vanuit de jeugd van Brøndby IF.

## Clubcarrière
Hjulsager verlengde op 25 oktober 2012 zijn contract bij Brøndby IF met twee jaar. Hij debuteerde op 21 juli 2013 voor de club tegen FC Vestsjælland. Hij speelde als rechtervleugelspeler in een 4-3-3 formatie. Hij scoorde meteen een doelpunt bij zijn debuut. Op 22 augustus 2013 werd zijn contract verlengd tot medio 2017.

## Carrière

### Brøndby IF
Op 25 Oktober 2012 tekende Hjulsager een contract van twee jaar, die hem langer bond aan zijn club Brøndby IF, tot de zomer van 2015.
Hjulsager maakte er zijn debuut op de leeftijd van 18 jaar, eerst als rechter-vleugelspeler, dit in de eerste wedstrijd van het seizoen, een 1-1-gelijkspel tegen FC Vestsjælland op 21 juli 2013. Hij zette de kroon op het werk met een doelpunt, wat hem de jongste doelpuntenmaker in de geschiedenis van Brøndby IF maakte.
Op 22 augustus 2013 tekende Hjulsager een nieuw contract voor vier jaar, tot de zomer van 2017. Hij beëindigde het seizoen 2013–14 met 23 selecties en wedstrijden, met vier doelpunten, ondanks het feit dat hij officieel tot de -19-ploeg behoorde. Zijn prestaties zorgden er voor dat de UEFA hem tot de Deense Liga "Om in het oog te houden" selecteerde in het jaarlijkse Deense seizoensoverzicht, dit dankzij zijn opmerkelijke talent om het spel te lezen, gecombineerd met een zeer goede techniek, ongelooflijke snelheid en offensieve ingesteldheid.
Hjulsager startte het seizoen in het basisteam, tijdens een 9-0-verwinning tegen het San Maritaanse team Juvenes/Dogana in de UEFA Europa League kwalificatie.

### Celta
Op 31 Januari 2017 tekende Hjulsager een contract voor drie-en-een-half jaar in La Liga bij Celta de Vigo.
Op 31 Januari 2018 werd Hjulsager uitgeleend aan Granada CF in de Segunda División in de tweede klasse tot het einde van het seizoen.

### Oostende
Op 12 Juli 2019 werd aangekondigd dat de Belgische ploeg KV Oostende het contract van Hjulsager in Celta de Vigo had overgekocht. De Spaanse club behield wel een percentage op een latere doorverkoop van de speler.

## Interlandcarrière
Hjulsager kwam reeds uit voor diverse Deense nationale jeugdelftallen. Hij speelde reeds vijf interlands voor Denemarken -19.

## Erelijst
| Competitie       |          |          |
| Competitie       | Aantal   | Jaren    |
| KAA Gent         | KAA Gent | KAA Gent |
| ---------------- | -------- | -------- |
| Beker van België | 1x       | 2021/22  |